# Notturno op. 27 n. 1 (Chopin)
Il Notturno op. 27 n. 1 in Do diesis minore è una composizione per pianoforte di Fryderyk Chopin scritta fra il 1834 e il 1835.

## Storia
Chopin iniziò a scrivere il Notturno in Do diesis minore nel 1834 e sicuramente lo terminò entro il mese di giugno dell'anno successivo, come l'altro in Re bemolle maggiore scritto contemporaneamente. Il 30 giugno 1835 infatti il musicista offrì le due composizioni, accompagnate da una lettera, all'editore Breitkopf & Härtel di Lipsia per un'eventuale pubblicazione. I Notturni op. 27 furono dedicati da Chopin alla Contessa Maria Teresa d'Appony, moglie dell'ambasciatore austriaco a Parigi Anton Appony.

## Analisi

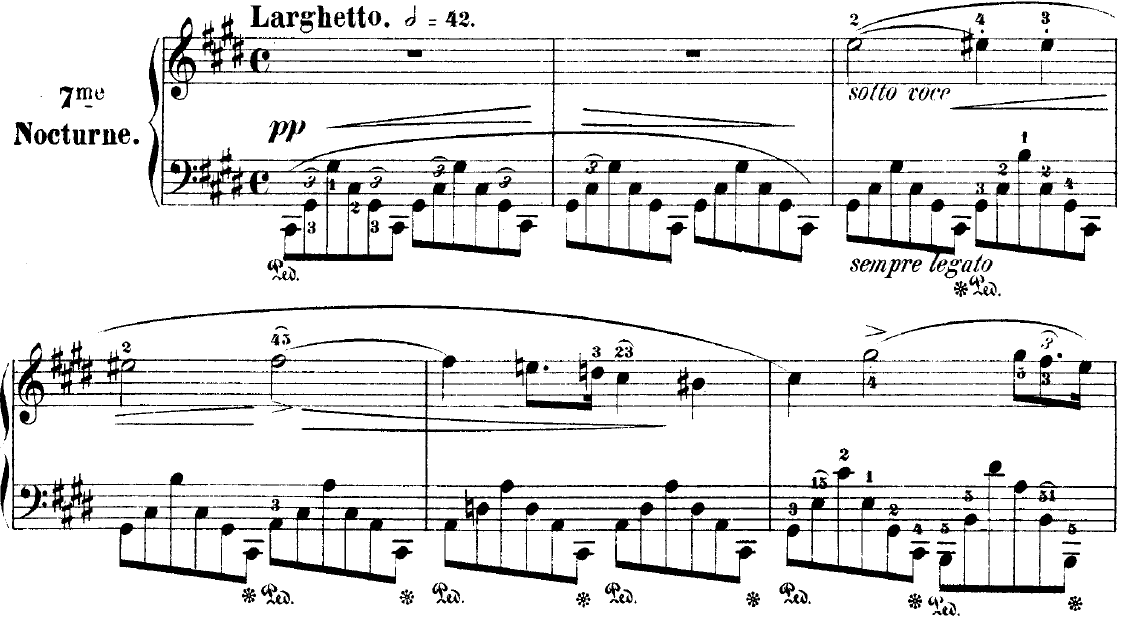
Battute iniziali del Notturno in Do diesis minore

Il primo Notturno dell'op. 27 è strettamente legato a quello successivo in Re bemoille maggiore in quanto questa tonalità è enarmonica con il Do diesis maggiore con cui termina la prima composizione, quasi fossero la contrapposizione l'uno dell'altro.   In effetti tanto il primo presenta caratteristiche di mistero e inquietudine quando il secondo è più pacato e disteso, e ispira all'ascolto un senso di serenità.
Il brano inizia con l'indicazione Larghetto e con una melodia apparentemente pacata, ma che sottende in realtà un'ansia nascosta, mentre la mano sinistra esegue un accompagnamento che suggerisce una sensazione di mistero. Le due misure iniziali presentano larghi arpeggi che introducono la tonalità di base; subito dopo però le successive cinque battute rivelano già tutti gli aspetti essenziali dell'intero brano, a partire dalla melodia che con un Mi, seguito subito da un Mi diesis, crea una situazione tonale decisamente nuova, spostando la tonalità a Fa diesis minore e creando in tal modo un particolarissimo contesto armonico che sarà presente per tutta la composizione.
La situazione calma, anche se un po' oscura, dell'inizio muta improvvisamente con un cambio di andamento ritmico, che diventa ternario, e un'indicazione agogica di Più mosso; l'atmosfera si trasforma da tranquilla in ansiosa e l'espressione si fa più tesa, accentuata dall'intenso movimento della mano sinistra, che è quasi un rullare continuo e inquietante. La musica accelera poco alla volta, muta anche la tonalità in La bemolle maggiore e l'intensità emotiva aumenta fino a giungere a un fortissimo e quindi a un fff, uno dei pochissimi usati da Chopin. Con un ritorno alla tonalità d'impianto il Notturno riacquista parzialmente un clima più tranquillo per poi ripresentare la melodia iniziale, recuperando anche il tempo e il ritmo d'apertura; la breve Coda finale conclude la composizione con un Adagio in un'atmosfera nuovamente pacata.
Con l'op. 27 n. 1 Chopin raggiunge una delle vette tra i Notturni; il brano è stato considerato come il «pezzo capitale della raccolta» del compositore polacco ed è indubbiamente «una delle pagine più elevate di tutta la letteratura romantica».